# Matilda de Béthune
Matilda de Béthune (d. 8 noiembrie 1263) a fost o nobilă flamandă, devenită prin căsătorie contesă de Flandra.
Matilda a fost fiica și moștenitoarea seniorului Robert al VII-lea, senior de Béthune, Dendermonde, Richebourg și Warneton, cu soția sa Elisabeta de Morialmez.
Matilda a fost căsătorită cu Guy de Dampierre, conte de Flandra din 1246, cu care a avut următorii copii:
- Maria (d. 1297), căsătorită inițial cu Wilhelm de Jülich (d. 1278), fiul contelui Wilhelm al IV-lea de Jülich, iar apoi, din 1285 cu Simon al II-lea de Chateauvillain (d. 1305), senior de Bremur
- Robert (n. 1249– d. 1322), succesorul său
- Guillaume (n. după 1249 – d. 1311), senior de Dendermonde și Crèvecoeur, căsătorit în 1286 cu Alix de Beaumont, fiică a lui Raul of Clermont
- Ioan (n. 1250 – d. 4 octombrie 1290), episcop de Metz și episcop de Liège
- Balduin (n. 1252– d. 1296)
- Margareta (n. cca. 1253 – d. 3 iulie 1285), căsătorită în 1273 cu ducele Ioan I de Brabant
- Beatrice (n. c. 1260 – d. 5 aprilie 1291), căsătorită în cca. 1270 cu contele Floris al V-lea de Olanda
- Filip (n. cca. 1263 – d. noiembrie 1318), conte de Teano, căsătorit cu Mahaut de Courtenay, contesă de Chieti, apoi cu Philipotte de Milly

Matilda a murit în 1263 și, ca și soțul ei, a fost înmormântată în abația din Flines-lez-Raches.